# Riviera slovène
La Riviera slovène (slovène : Slovenska obala) désigne le littoral de la Slovénie, situé dans l'Istrie slovène et le golfe de Trieste, au bord de la mer Adriatique. Elle fait partie de la péninsule d'Istrie et mesure 45 kilomètres environ.

## Géographie
Située en Istrie slovène, la Riviera appartient à la région statistique Obalno-kraška et à la région historique du Littoral slovène. Elle est bordée au nord par l'Italie et au sud par la Croatie. Le point le plus septentrional est le promontoire de Debeli Rtič (en), au bord du golfe de Koper (en) et le plus méridional est le village de Sečovlje, au bord de la baie de Piran, située à proximité du parc naturel de Sečovlje Salina (en). 

## Transports

### Train
- Gare de Koper (en) : ligne Divača–Koper (en)

### Avion
- Aéroport de Portorož

### Route
- Autoroute A1

## Longueur
Selon les mesures, sa longueur est de 43 ou 46 kilomètres. En Europe, seuls la Bosnie-Herzégovine et Monaco ont un littoral plus court.

## Localités
La région comprend quatorze localités réparties dans les municipalités de :
- Ankaran (italien : Ancarano)
- Izola (italien : Isola) : Drobava (Izola), Jagodje (italien : Villeggia)
- Koper (italien : Capodistria) : Bertoki (en) (italien : Bertocchi)
- Piran (italien : Pirano) : Fiesa (italien : Fesso), Lucija (italien : Lucia), Parecag (italien : Parezzago, Portorož (italien : Portorose), Seča (italien : Sezza), Sečovlje (italien : Sicciole), Strunjan (italien : Srtugnano).